# آریل ۴
آریل ۴ که پیش از پرتاب به عنوان UK 4 شناخته می‌شد، یک ماهواره تحقیقاتی یونوسفر بریتانیا بود که توسط شورای تحقیقات علوم و مهندسی اداره می‌شد. این موشک در ۱۱ دسامبر ۱۹۷۱ توسط یک موشک آمریکایی اسکات پرتاب شد. آزمایش‌های آریل ۴ برای رسیدن به یک هدف علمی طراحی شده و آن را به اولین ماهواره مأموریت‌گرا برای بریتانیا تبدیل کردند. همچنین این اولین ماهواره در پروژه آریل بود که حاوی آزمایش آمریکایی بود. آریل ۴ در ۱۲ دسامبر ۱۹۷۸ از مدار خود فروپاشید

## طرح

### توسعه
برای کاهش هزینه آریل ۴ از طراحی و سخت‌افزار آریل ۳ استفاده کرد. آریل ۴ از قطعات یونیت پشتیبان پرواز و قطعات یدکی قبلی خود استفاده کرد. هزینه ساخت این ماهواره حدود ۱٫۲۵ میلیون پوند شد.

### عمل
شرکت هواپیماسازی بریتانیا پیمانکار اصلی این پروژه بود. آریل ۴ دارای جرم پرتاب ۱۰۱ کیلوگرم (۲۲۳ پوند) بود. این اولین ماهواره در برنامه آریل بود که قادر به انجام مانورهای نگرش بود.